# Harry Briggs
George H. "Harry" Briggs (27 tháng 2 năm 1923 – 2005) là một cầu thủ bóng đá thi đấu ở vị trí trung vệ. Ông sinh ra ở Easington. Ông bắt đầu sự nghiệp ở bóng đá địa phương với Shotton Colliery và vào tháng 11 năm 1947 ký hợp đồng với Crystal Palace. Ông có 146 lần ra sân (4 bàn thắng) từ đó đến năm 1955 khi giải nghệ. Briggs died in 2005 aged 81 or 82.